# Palombaro
Palombaro är en ort och kommun i provinsen Chieti i regionen Abruzzo i Italien. Kommunen hade 991 invånare (2018).